# Gai Estal·li
Gai Estal·li (en llatí Caius Stallius) va ser un arquitecte romà del segle i aC.
Juntament amb el seu germà Marc Estal·li i un tercer arquitecte de nom Menalip, van reconstruir l'Odèon de Pèricles a Atenes que havia estat cremat per Aristió durant la Primera guerra mitridàtica l'any 86 aC. La nova construcció la va finançar Ariobarzanes II rei de Capadòcia i es va construir entre el 65 aC i el 52 aC. Els noms dels arquitectes consten a la base d'una estàtua erigida en honor del patró Ariobarzanes.